# ساکوراکو اوهارا
ساکوراکو اوهارا (انگلیسی: Sakurako Ohara; ۱۰ ژانویهٔ ۱۹۹۶ – ) بازیگر، و خواننده اهل ژاپن بود. وی از سال ۲۰۱۲ میلادی تاکنون مشغول فعالیت بوده‌است.